# Miyu Irino
Miyu Irino (入野 自由?, Irino Miyu; Tokyo, 19 febbraio 1988) è un attore e doppiatore giapponese, soprannominato "Miyu-Miyu" (みゆみゆ?) dai membri delle CLAMP.
È noto per aver prestato la voce a Sora nella serie Kingdom Hearts, a Minato Namikaze (da bambino) in Naruto: Shippuden, a Tsubasa in Beyblade Metal Fusion, a Yūichirō Hyakuya in Seraph of the End e a Daisuke Niwa in D•N•Angel.
Il 3 settembre 2021 ha annunciato di essersi sposato.[3]

## Doppiaggio

### Serie TV anime
- 1995 - Pretty Soldier Sailor Moon SuperS (Yoshiki Usui)
- 1996 - Sei in arresto! (Shou)
- 1999 - One Piece (Jiro, Sabo (ep. 1116+))
- 2001 - PaRappa the Rapper (Parappa)
- 2002 - Ghost in the Shell: Stand Alone Complex (Omba)
- 2003 - Cromartie High School (Osamu Kido)
- 2003 - D•N•Angel (Daisuke Niwa)
- 2003 - Eyeshield 21 (Sena Kobayakawa)
- 2003 - Wolf's Rain (Hasu)
- 2004 - Sōkyū no Fafner (Kouyou Kasugai)
- 2004 - KURAU Phantom Memory (Ivon)
- 2004 - Madlax (Chris)
- 2004 - Windy Tales (Jun)
- 2004 - Zipang (Yosuke da giovane)
- 2005 - Starship Operators (Shimei Yuuki)
- 2005 - Tsubasa RESERVoir CHRoNiCLE (Shaoran)
- 2006 - Air Gear (Nue)
- 2006 - D.Gray-man (Narein)
- 2006 - Pretty Cure Splash☆Star (Manabu Miyasako)
- 2006 - Gin'iro no Olynssis (Tokito Aizawa)
- 2006 - Yomigaeru sora -RESCUE WINGS- (Satoshi Yoshioka)
- 2007 - Darker than Black (Hei da giovane)
- 2007 - Mobile Suit Gundam 00 (Saji Crossroad)
- 2007 - Naruto: Shippuden (Minato Namikaze da bambino, Yagura, Isobu)
- 2007 - Yes! Pretty Cure 5 (Nuts/Nattsu)
- 2008 - Birdy the Mighty Decode (Tsutomu Senkawa)
- 2008 - Kurozuka (Kuon)
- 2008 - Neo Angelique Abyss (Erenfried)
- 2008 - Yes! Pretty Cure 5 GoGo! (Nuts/Nattsu)
- 2008 - Zettai karen children (Kagari Hino)
- 2009 - 07-Ghost (Shuri Oak)
- 2009 - Asura Cryin' (Tomoharu Natsume)
- 2009 - Asura Cryin' 2 (Tomoharu Natsume, Naotaka Natsume)
- 2009 - Beyblade Metal Fusion (Tsubasa Otori)
- 2009 - Cross Game (Kou Kitamura)
- 2009 - First Love Limited. (Mamoru Zaitsu)
- 2009 - Kobato. (Shaoran)
- 2009 - Miracle Train (Takuto Kichijōji)
- 2009 - Tatakau shisho: The Book of Bantorra (Colio Tonies)
- 2010 - I signori dei mostri (Tosakamaru)
- 2010 - Ōkami-san (Ryoushi Morino)
- 2010 - Phantom: Requiem for the Phantom (Zwei/Reiji Azuma)
- 2010 - Eppur... la città si muove! (Hiroyuki Sanada)
- 2011 - Ano Hana (Jinta Yadomi)
- 2011 - Denpa onna to seishun otoko (Makoto Niwa)
- 2011 - Fate/Zero (Kiritsugu Emiya da giovane)
- 2011 - Kimi to boku (Chizuru Tachibana)
- 2011 - Sacred Seven (Makoto Kagami)
- 2011 - Un-Go (Seigen Hayami)
- 2011 - Yu-Gi-Oh! Zexal (Astral, Numbers 96)
- 2012 - Danshi kōkōsei no nichijō (Tadakuni)
- 2012 - Hyōka (Jirō Sugimura)
- 2012 - Mysterious Girlfriend X (Akira Tsubaki)
- 2012 - Pokémon (Masaomi, Kyouhei)
- 2012 - Tsuritama (Haru)
- 2013 - Cuticle tantei Inaba (Kei Nozaki)[1]
- 2013 - Chihayafuru 2 (Akihiro Tsukuba)[2]
- 2013 - Karneval (Yotaka)
- 2013 - Naruto: Shippuden (Yagura, Saiken)
- 2013 - Yu-Gi-Oh! Zexal II (Astral, Numbers 96)
- 2014 - Haikyu!! - L'asso del volley (Kōshi Sugawara)
- 2014 - Kamigami no asobi (Apollon Agana Berea)
- 2014 - Captain Earth (Daichi Manatsu)
- 2015 - Seraph of the End (Yūichirō Hyakuya)
- 2015 - Osomatsu-san (Todomatsu)
- 2015 - Haikyū!! 2 (Kōshi Sugawara)
- 2015 - Sōkyū no Fafner: Exodus (Kōyō Kasugai)
- 2016 - Mob Psycho 100 (Ritsu Kageyama)
- 2022 - Lamù e i casinisti planetari - Urusei yatsura (Inaba)
- 2024 -  Goldrake U (Duke Fleed)
- 2025 - Digimon Beatbreak (Tomoro Tenma)

### OAV
- Air Gear: Kuro no Hane to Nemuri no Mori (Kazuma "Kazu" Mikura)
- Code Geass: Akito the Exiled (Akito Hyuga)
- I Cavalieri dello zodiaco - The Lost Canvas - Il mito di Ade (Hanuman Tokusa)
- Princess Resurrection (Hiro Hiyorimi)
- Tsubasa Shunraiki (Shaoran)
- Tsubasa TOKYO REVELATIONS (Shaoran)
- XxxHolic Shunmuki (Shaoran)
- Zettai karen children OVA (Kagari Hino)

### Film d'animazione
- La città incantata (2001) (Haku)
- Tsubasa Chronicle - Il film (2005) (Shaoran)
- Ken il guerriero - La leggenda di Raoul (2006) (Shiba)
- Yes! Pretty Cure 5 - Le Pretty Cure nel Regno degli Specchi (2007) (Nuts/Nattsu)
- Yes! Pretty Cure 5 GoGo! - Buon compleanno carissima Nozomi (2008) (Nuts/Nattsu)
- Eiga Pretty Cure All Stars DX - Minna tomodachi Kiseki no zenin daishūgō! (2009) (Nuts/Nattsu)
- Eiga Pretty Cure All Stars DX 2 - Kibō no hikari Rainbow Jewel wo mamore! (2010) (Nuts/Nattsu)
- Bungaku shōjo (2010) (Konoha Inoune)
- Viaggio verso Agartha (2011) (Shun e Shin)
- Eiga Pretty Cure All Stars DX 3 - Mirai ni todoke! Sekai wo tsunagu Niji-iro no hana (2011) (Nuts/Nattsu)
- Towa no Quon (2011) (Takao)
- Ano Hana (2013) (Jintan)
- Il giardino delle parole (2013) (Takao Akizuki)
- Lupin Terzo vs. Detective Conan - Il film (2013) (Emilio Baretti)
- Miss Hokusai (2015) (Kichiya)
- La forma della voce - A Silent Voice (2016) (Shoya Ishida)
- Dead Dead Demon's Dededededestruction (Keita Ōba)
- Il Signore degli Anelli - La guerra dei Rohirrim (2024) (Háma)

### Videogiochi
- Magic Pengel: The Quest for Color (2002) (Mono)
- Kingdom Hearts (2002) (Sora)
- Kingdom Hearts: Chain of Memories (2004) (Sora)
- Kingdom Hearts II (2005) (Sora)
- Kingdom Hearts Re: Chain of Memories (2007) (Sora)
- Summon Night: Twin Age (2007) (Aldo)
- Kingdom Hearts 358/2 Days (2009) (Sora)
- Kingdom Hearts Birth by Sleep (2010) (Sora, Vanitas)
- God Eater Burst (2010) (Karel Schneider)
- Kingdom Hearts Re: coded (2010) (Data Sora)
- Valkyria Chronicles III (2011) (Zig)
- Final Fantasy Type-0 (2011) (Eight)
- Kingdom Hearts 3D: Dream Drop Distance (2012) (Sora, Vanitas)
- Kingdom Hearts HD 2.5 Remix (2014) (Data Sora)
- Dragon Quest VIII: L'odissea del re maledetto (versione 3DS) (2015) (Alistair Albert)
- Kingdom Hearts HD 2.8: Final Chapter Prologue (2017) (Sora)
- Fire Emblem Heroes (Elm)
- Super Smash Bros. Ultimate (2018) (Sora)
- Kingdom Hearts III (2019) (Sora, Vanitas)
- Genshin Impact (2020) (Cyno)
- Kingdom Hearts Melody of Memory (2020) (Sora)
- Unicorn Overlord (2024) (Lex)